# Siegfried Höxter
Siegfried Höxter (* 17. Januar 1906 in Jesberg; † 26. April 1957 in Washington, D.C.), in US-amerikanischen Dokumenten oft auch nur als Siegfried (Sig) Hoxter oder Hochster auffindbar, war Wissenschaftler, Mathematiker, politischer Aktivist und aktiver Widerstandskämpfer, der sich vor allem in Südhessen den Nationalsozialisten entgegenstellte. Er engagierte sich im Reichsbanner Schwarz-Rot-Gold und bildete mit Carlo Mierendorff die nach ihnen benannte illegale Mierendorff-Höxter-Gruppe. Im Spätsommer 1933 musste Höxter fliehen und emigrierte über das Saargebiet nach Frankreich, wo er unter anderem den Bund Freie Presse und Literatur mitbegründete. Im Sommer 1941 floh er über Spanien und Kuba in die USA, wo er 1942 in die United States Army eintrat. Ab 1943 gehörte er dem Office of Strategic Services (OSS) an und kehrte als dessen Angehöriger 1945 nach Deutschland zurück. Er hatte eine führende Funktion im Labor Desk (auch Labor Division) inne, dessen Aufgabe es war, Beziehungen zum illegalen Widerstand aus der Arbeiter- und Gewerkschaftsbewegung aufzubauen. Von seinem Dienstsitz in Hochheim am Main aus war Höxter massiv involviert in den Wiederaufbau der SPD. Nach seinem frühen Tod wurde er am 3. Mai 1957 auf dem Nationalfriedhof Arlington beerdigt.

## Der Hochheimer Meisterspion
„Unser Meisterspion hieß nicht James Bond, und er war auch nicht beim MI6. Nein, er war bei der CIA, und dort nannte man ihn Stephan Haller.“ So beginnt das Hochheimer Stadtführer-Video über die dortige Villa Graeger und einen dort nach dem Zweiten Weltkrieg residierenden US-amerikanischen Geheimdienstmitarbeiter. Der Vortrag orientiert sich – abgesehen von lokalen Anekdoten – an Patrick R Bellers Aufsatz The Life and Work of Stephan Haller. Dabei bleibt allerdings unberücksichtigt, dass es in der von Richard Helms aus dem Jahr 1959 stammenden Vorbemerkung zu Bellers Ausführungen heißt, dass Stephan Haller nicht der richtige Name der Person ist, um die es in dem Aufsatz geht, und „ein Pseudonym verwendet [wird], da seine Kontakte noch aktiv sind und einige seiner Operationen weiterhin sensibler Natur sind“.
1996 erschien Monica Kingreens Studie Siegfried Höxter – ein kämpferischer Sozialdemokrat. Es gibt keine Hinweise darauf, dass sie die zwei Jahre zuvor freigegebene Studie von Beller oder das dort verwendete Pseudonym kannte. Ihre Arbeit basiert vor allem auf vielen Interviews mit Weggefährten von Siegfried Höxter. Diese Quellen reichten aber aus, ein Beller ebenbürdiges Bild von Höxter/Haller zu zeichnen. Während Beller allerdings seinen Protagonisten aus Gründen der Geheimhaltung eine Frankfurter Biografie andichtete (die auch in das Hochheimer Video Eingang fand), rekonstruierte Kingreen Höxters Herkunft aus Nordhessen. Nach Frankfurt kam er erst 1926 im Zuge eines Wechsels seines Studienortes.
Inzwischen sind weitere OSS-Dokumente öffentlich zugänglich, die unter anderem auch Höxters Arbeit in London betreffen. In ihnen ist er als Siegfried Hoxter zu finden; das von Beller verwendete Pseudonym taucht dort nicht auf.

## Leben 1906 – 1941
Siegfried Höxter war der Sohn von Jakob (1873–1950) und Franziska Höxter (1876–1923). Das Ehepaar hatte drei Kinder: Gertie Karoline (verheiratete Strauß; 1902–1962), Manfred (1904–1979) und Siegfried. Der Vater war Lehrer, Schächter und Kantor der Jüdischen Gemeinde in Jesberg und ab 1926 in Heldenbergen.
Monica Kingreen geht davon aus, dass Siegfried Höxter seine erste Schulbildung durch seinen Vater erhielt. Inwieweit er dadurch auch religiös geprägt wurde, ist unklar. Marion Keller behauptet, er sei „gemäß den jüdischen Traditionen erzogen worden“ und hätte „sich nach dem frühen Tod seiner Mutter vom Judentum als Religion ab- und dem Sozialismus zugewndt“.:S. 65 Bei Patrick R. Beller heißt es dagegen, es habe häufige Auseinandersetzungen zwischen ihm und dem orthodoxen Vater gegeben, und obwohl Höxter von einem materialistischen Konzept aus argumentiert habe, sei er laut einem engen Freund in seinem späteren Leben tief religiös gewesen, habe dies aber immer zu verbergen versucht.:S. 2 Der Grabstein in Arlington trägt einen Davidstern.
Höxter verließ 1917 Jesberg und besuchte die folgenden drei Jahre die Samson-Schule in Wolfenbüttel, bevor er im Sommer 1920 an ein naturwissenschaftliches Gymnasium in Marburg wechselte. Wie lange Höxter dort verweilte, ist nicht dokumentiert, aber nach Kingreen waren die anschließenden Stationen seines Bildungsweges je ein Semester Mathematik in Genf und Gießen, bevor er sich „zum Sommersemester 1926 in Frankfurt [immatrikulierte], um Mathematik, Philosophie und Naturwissenschaften zu studieren“.:S. 138
Es gibt eine relativ umfangreiche Literatur über die antifaschistischen Auseinandersetzungen an der Goethe-Universität zwischen den späten 1920er Jahren und den Verfolgungen linker Studentinnen und Studenten zu Beginn der Nazi-Herrschaft. Fast durchweg stehen darin studentische Gruppierungen links der SPD im Focus der Untersuchungen. Findet sich dennoch eine Erwähnung des auch in Frankfurt aktiven SPD-nahen Sozialistischen Deutschen Studentenbundes (SDStB), dann gibt es kaum einen anderen Namen, als den von Siegfried Höxter. 1927 kandidierte er bei einer inoffiziellen AStA-Wahl auf Platz 1 einer linken Einheitsliste:S. 138, und auch für die folgenden Jahre gibt es immer wieder Belege dafür, dass Höxter gemeinsam mit der Roten Studentengruppe (RSG) und den in ihr zusammengeschlossenen kommunistischen oder kommunismusnahen Gruppierungen gemeinsam demonstrierte und agitierte – trotz der auch von der RSG vertretenen Sozialfaschismusthese. Eine solche punktuelle Zusammenarbeit der RSG mit SPD-Mitgliedern war nach Marion Keller „in Frankfurt am Main wahrscheinlich deshalb möglich, weil in der RSG zu diesem Zeitpunkt diejenigen tonangebend waren, die politisch der KPD-Opposition (KPD-O) und der SAPD nahestanden und für eine Einheitsfront gegen den Nationalsozialismus eintraten“:S. 63 – anders als die Anhänger der KPD.
Höxter war für den SDStB auch über Frankfurter hinaus aktiv. Er gehörte dem Bundesvorstand an und war Leiter des SDStB-Bezirks Südwestdeutschland, zu dem die Universitäten Marburg, Frankfurt, Gießen, Heidelberg und München sowie die Technische Hochschule Darmstadt gehörten.:S. 3
Der, wie von Kingreen zitierte Zeitzeugen berichteten, rhetorisch außerordentlich begabte Höxter beschränkte seine Aktivität  jedoch nicht vorrangig auf die Universität, sondern engagierte sich in und für die hessische SPD und trat als Agitationsredner für die Eiserne Front und das Reichsbanner Schwarz-Rot-Gold (kurz: Reichsbanner) auf.:S. 66 Der Haupttenor seiner Reden galt dem Kampf gegen die NSDAP und ihrer Formationen. Es sollte mit allen Mitteln versucht werden, die Machtübernahme der Nazis zu verhindern.:S. 140 Er war ein beliebter Redner auf Parteiveranstaltungen, hatte aber auch den Mut, in NSDAP-Versammlungen das Wort zu ergreifen und die Politik dieser Partei scharf zu kritisieren.:S. 141

“During the same period [1930–1933] he put his analyses to use, appearing as the SPD speaker at nearly a thousand political rallies held all over Germany. About half of these were meetings of nationalistic groups: the Stahlhelm, the German National Party, and of course the NSDAP, the Nazis.”

„Im gleichen Zeitraum [1930–1933] nutzte er seine Analysen und trat bei fast tausend politischen Kundgebungen in ganz Deutschland als Redner der SPD auf. Etwa die Hälfte davon waren Treffen nationalistischer Gruppen: des Stahlhelms, der Deutschnationalen Partei und natürlich der NSDAP, der Nazis.“

### Die Mierendorff-Höxter-Gruppe
1932  hatte die SPD – mit wenig Erfolg – damit „begonnen, in einigen Bezirken, darunter auch in Hessen, den Prototyp eines konspirativen Pioniersystems für den Fall des bereits befürchteten Parteiverbots zu schaffen“.:S. 4 Daran anknüpfend, „versuchten im Frühjahr 1933 SPD-Aktivisten aus dem Umfeld Wilhelm Leuschners eine erste funktionsfähige konspirative Struktur zu schaffen“.:S. 33 Carlo Mierendorff und Siegfried Höxter gehörten zu den Anführern dieser nach ihnen benannten Gruppe – „einer sich [..] vorsichtig weiter formierenden völlig neuen sozialistischen Organisationsformin der Region um Frankfurt, Offenbach, Darmstadt und Mainz mit Ausläufern bis nach Gießen und Worms sowie nach Heidelberg und Mannheim“.:S. 32 Die Hauptaufgabe der Gruppe sollte „antinazistische Zersetzungsarbeit“ sein.:S. 33
Der Gruppe gelange es, auch nach dem 30. Januar 1933 noch illegale Treffen zu organisieren. Anfang Juni 1933 fand in Frankfurt eine als Geburtstagsfeier getarnte Veranstaltung statt, an der zwischen 50 und 100 Personen teilgenommen haben sollen. Heinrich Ritzel, der auch zu den führenden Köpfen der Mierendorff-Höxter-Gruppe zählte, berichtete von mindestens zwei weiteren konspirativen Treffen, an denen neben Mierendorff und Höxter zumindest einmal auch Wilhelm Leuschner und Kurt Schumacher anwesend waren.:S. 34 f
Das Wirken der Gruppe kam von zwei Seiten unter Beschuss: durch die Kommunisten und durch die Nazis. Im Mai 1933 erschien der R.G.O. Scheinwerfer –Organ der Verkehrsbetriebe Wiesbaden mit dem Aufmacher: „Achtung S.P.D.–Arbeiter. Der Verrat Eurer Führer geht noch weiter!“ Darin werden Mierendorff und Höxter, denen Opposition gegen den [SPD] Parteivorstand attestiert wird, namentlich angegriffen und unterstellt, sie wollten mit SPD-Abtrünnigen (SAP) und von der KPD Ausgeschlossenen (Trotzkisten, Brandler-Gruppe) eine neue „Arbeiter-Partei“ gründen,

„um die klassenbewussten, aktivsten und besten sozialdemokratischen Arbeiter vom Übergang zur KPD abzuhalten. Damit ist der konterrevolutionäre Charakter dieser Gruppe genügend aufgezeigt. Diese Gruppe bekämpft die KPD, weil wir die Massen zum Widerstand [und] zu Aktionen gegen die faschistische Diktatur auffordern. Sie vertritt also auch die Auffassung, dass die Arbeiter ihre Hände in den Schoss legen sollen, dass nur von Fall zu Fall illegale Flugblätter und Zeitungen nach dem Muster der KPD herausgebacht werden müssen und dass der Faschismus sich im übrigen ‘abwirtschaften’ muss.“

Ulrich sieht in diesem Artikel eine „unausgesprochene[.] Aufforderung an die NS-Verfolgungsorgane“, den Aktivitäten von Mierendorff und Höxter ein baldiges Ende zu bereiten.:S. 20 Ob die NS-Organe aber auf diese Hinweise von kommunistischer Seite noch angewiesen waren, darf bezweifelt werden. Mierendorff war seit dem 24. März 1933 Verfolgungen durch die SA ausgesetzt und wurde am 13. Juni 1933 in Frankfurt verhaftet.

### Auf der Flucht vor den Nazis
Siegfried Höxter, der bereits nach der Reichstagswahl vom 5. März 1933 von den Nazis verfolgt wurde, und die auch seinen Vater in Heldenbergen deswegen drangsalierten:S. 142, wurde am 25. August 1933 von den Nazis zur Festnahme ausgeschrieben und konnte mit Hilfe eines Freundes im Spätsommer 1933 fliehen: zunächst nach Belgien, und von dort über das Saargebiet nach Luxemburg. Dort wurde er verhaftet und am 7. Februar 1934 nach Belgien abgeschoben. Er ging abermals ins Saargebiet, das er am 15. Januar 1935 nach der Saarabstimmung, in der die Saarländer mit mehr als 90 % der Stimmen für den Anschluss an das Deutsche Reich votiert hatten, in Richtung Frankreich verließ.:S. 146
Über Höxters Jahre in Frankreich gibt es Details in dem CIA-Bericht von Patrick R. Beller und in einem von Monica Kingreen abgedruckten Brief Höxters an seine inzwischen nach Brasilien emigrierte Familie.

“He stayed in the Saarland until 1935, when it was returned to Germany. When the Nazis marched in he walked out, to Paris. There he resumed, at the Sorbonne, his studies in statistical mathematics, sociology, and political science. He became a volunteer statistician for the Pasteur Institute and a member of the National Center of Scientific Research, a branch of the French Ministry of Education. He was offered an assistant's post at the Institute of Atomic Physics of the University of Lyon, despite the fact that in 1934 and 1935 France was suffering from unemployment, employed aliens were required to have work permits, and there were many times more refugees than permits.”

„Er blieb im Saarland bis 1935, als es an Deutschland zurückgegeben wurde. Als die Nazis einmarschierten, verließ er das Land und ging nach Paris. Dort nahm er an der Sorbonne seine Studien in statistischer Mathematik, Soziologie und Politikwissenschaft wieder auf. Er wurde freiwilliger Statistiker am Institut Pasteur und Mitglied des Nationalen Zentrums für wissenschaftliche Forschung, einer Abteilung des französischen Bildungsministeriums. Ihm wurde eine Assistentenstelle am Institut für Atomphysik der Universität Lyon angeboten, und dies obwohl in den Jahren 1934 und 1935 in Frankreich Arbeitslosigkeit herrschte, für die Beschäftigung von Ausländern eine Arbeitserlaubnis erforderlich war und es vielfach mehr Flüchtlinge als Arbeitsgenehmigungen gab.“

Die Stelle in Lyon bekam Höxter, der am 7. Juni 1939 ausgebürgert worden war, nicht, wie es Beller nahelegt, schon in den frühen Jahren seines Frankreich-Aufenthaltes, sondern erst nach Ausbruch des Zweiten Weltkriegs. Höxter berichtete darüber im Oktober 1941, jetzt schon in New York, was ihm unmittelbar nach Kriegsausbruch widerfahren war.

„Ich war acht Monate lang in der Bretagne interniert, wurde dann als Mathematiker an die Universität Montpellier mobilisiert und dann zum Assistenten und schließlich zum assistierenden Professor an dem Institut für Atomphysik der Universität Lyon ernannt.“

Bei Beller ist zu lesen, dass sich Höxter in dieser Zeit mit einer Reihe von Wissenschaftskollegen angefreundet hätte, die er später als Agenten rekrutiert und eingesetzt habe.:S. 5
Zwischen Institut Pasteur und der Atomphysik in Lyon engagierte sich Höxter auch noch in der Pariser Emigrantenszene. Im Nachlass von Max Horkheimer befindet sich ein undatiertes Schreiben seiner Mitarbeiterin Margot von Mendelssohn (1910–1982) an George L. Warren (1890–1981), The Presidents Advisory Committee for Political Refugees, in dem sie diesen um Unterstützung für ein Besuchervisum für Höxter bittet. Dem Schreiben ist eine Kurzbiografie Höxters beigefügt, in der er als einer der Gründer und Direktoren des 1937 in Paris gegründeten Bundes Freie Presse und Literatur vorgestellt wurde. In der Gründungsanzeige des Verbandes ist Höxters Name allerdings nicht verzeichnet, es heißt dort aber, dass inzwischen zahlreiche weitere Aufnahmeanträge zur Bearbeitung vorlägen.
Nach dem Frankreichs Niederlage gegen die deutsche Wehrmacht besiegelenden Waffenstillstand von Compiègne (1940) konnte sich Höxter, auf den ein Kopfgeld ausgesetzt war, dem Zugriff der Gestapo und der Vichy-Miliz entziehen. Er begab sich in Frankreichs unbesetzten Süden, versteckte sich zeitweilig in Lagern, die zur Demobiliswierung französischer Militärangehöriger eingerichtet worden waren und konnte sich schließlich zum amerikanischen Konsulat in Marseille durchschlagen, wo ihm ein Emergency Intellectual Visa für die Vereinigten Staaten gewährt wurde.
Nach der Passagierliste von Ellis Island war das Visum für Höxter am 29. Oktober 1940 in Marseille ausgestellt worden. Gebucht war er für eine Schiffspassage am 7. August 1941 auf dem Schiff Navemar ab Sevilla. Über die siebenwöchige Reise, die über Kuba führte, berichtete das Time Magazine am 22. September 1941:

“Scenes like this reunion were the bright side of the picture when the grimy Spanish freighter  Navemar came to port in New York Harbor last week. Seven long weeks before, she had cleared from Seville, with a miserable human cargo, mostly war refugees. Built to accommodate 28 passengers, she had packed 1,120 aboard, into her hold and every usable part of the ship. Some of them had paid scalpers as much as $1,750 for their unforgettable passage.
According to their stories, they sickened on rotten food. In crude bunks they lay for days, some of them stricken with fever. Six died. Many slept in lifeboats (left) rather than endure the stinking hold. One physician said that it was a "miracle" no epidemic broke out. They nicknamed their ship the Nevermore.”

„Szenen wie dieses Wiedersehen waren die positive Seite des Bildes, als der verdreckte spanische Frachter Navemar letzte Woche im Hafen von New York einlief. Sieben lange Wochen zuvor war das Schiff aus Sevilla ausgelaufen, mit einer bedauernswerten menschlichen Fracht, hauptsächlich Kriegsflüchtlingen. Gebaut für 28 Passagiere, hatte das Schiff 1.120 Menschen an Bord, im Laderaum und in jedem nutzbaren Teil des Schiffes. Einige von ihnen hatten bei Schwarzhändlern bis zu 1.750 Dollar für ihre unvergessliche Überfahrt bezahlt.
Ihren Erzählungen zufolge erkrankten sie an verdorbenem Essen. Sie lagen tagelang in primitiven Kojen, und einige von ihnen litten unter Fieber. Sechs starben. Viele schliefen lieber in Rettungsbooten (links), als den stinkenden Laderaum zu ertragen. Ein Arzt sagte, es sei ein „Wunder“, dass keine Epidemie ausbrach. Sie gaben ihrem Schiff den Spitznamen ‘Nie wieder’.“

Einer, der während der Überfahrt in einem Rettungsboot ausharrte, war Siegfried Höxter:S. 147. Er erreichte New York in einer erbärmlichen körperlichen Verfassung.:S. 5

## Kriegseinsatz 1941–1945
In dem zuvor bereits zweimal zitierten Brief an die Familie in Brasilien vom Oktober 1941 berichtete Siegfried Höxter, dass er sich in Verhandlungen über die Fortsetzung seiner universitären Tätigkeit befinde und bereits über eine bindende Zusage verfüge.:S. 147 Ob es dazu kam, ist unklar, sicher aber ist, dass er zehn Monate nach seiner Ankunft in den USA in die US-Army eintrat und zum Studium an eine Ingenieurschule der Armee in Kentucky geschickt wurde.:S. 5 Von September 1942 bis April 1944 wurde er zur Unterrichtung über die Bedienung von Computern in fünf verschiedenen Armee-Posten eingesetzt, bevor eher zufällig über IBM den Weg zum OSS fand. Höxter erhielt in Washington eine Geheimdienstausbildung und wurde im Juni 1944 nach London versetzt.:S. 6
Höxter wurde in London der BACH section des OSS zugeteilt und im August 1944 in ein vorderes Kampfgebiet in Frankreich versetzt.:S. 6 Nach Beller war die BACH section eine Organisation, die Tarnidentitäten und Dokumente für Agenten hinter den feindlichen Linien bereitstellte; in anderen Dokumenten wird sie als hochentwickelte Forschungsorganisation („elaborate research organization“) innerhalb der Labor Branch der OSS bezeichnet. Über die Aufgaben der Labor Branch oder auch Labor Division wiederum heißt es, sie sei beauftragt gewesen, Kontakte zu organisierten Untergrundgruppen der Arbeiterbewegung im Ausland herzustellen, um Informationen über nachrichtendienstliche und subversive Aktivitäten zu erhalten. Über Höxters Geheimdienstarbeit Anfang 1945 heißt es:

“Lieutenant Hoxter directed Bach work and carried a large  share  of  the  agent  handling burden  throughout  this period.  He did an excellent  Job  and was  finally  commissioned  in  April.”

„Leutnant Hoxter leitete die Arbeit von Bach und trug während dieser Zeit einen großen Teil der Last der Agentenführung. Er leistete hervorragende Arbeit und wurde schließlich im April zum Offizier ernannt.“

Etwas differenzierter über Höxters Aufgaben heißt es bei Beller: „Er verhört a) Amtsträger . . . Kriegsgefangene, Deserteure und geflohene Fremdarbeiter . . . (b) sammelt und analysiert Dokumente . . . (c) erstellt schriftliche Berichte über Themen wie: Das deutsche Rationierungssystem, Reisen in Deutschland, . . . Prioritäten in der deutschen Kriegsproduktion . . . (d) überwacht die Arbeit von sechs weiteren Mitgliedern der Abteilung.“:S. 6 f Es ist nicht klar, wer die sechs Mitglieder waren, für deren Arbeit Höxter verantwortlich war, aber eine Liste der Geheimdienstmitarbeiter aus seinem Umfeld zeigt, dass mehrere von ihnen – wie Höxter – einen Emigrations-Hintergrund hatten:S. 316, so zum Beispiel Hermann Ebeling, Otto Pfister, Thomas Schocken (* 24. Dezember 1906 in Berlin; † 7. Februar 1999), der früher der Gruppe Neu Beginnen angehörte, Otto Schönfeld und Hans Hollstein.
In den letzten Monaten des Zweiten Weltkriegs war Höxter an verschiedenen Orten im Einsatz. Über Verdun, Luxemburg und Belgien gelangte er im Mai 1945 mit seiner Einheit nach Wiesbaden, „wo sein Sold und seine Zulagen um zwei kostenlose Flaschen Champagner pro Monat erhöht wurden“.:S. 7

## Höxters Nackriegstätigkeiten

### Höxter und der Wiederaufbau der SPD im Nachkriegsdeutschland
Nach dem Kriegsende befand sich das Hauptquartier des OSS in Wiesbaden-Biebrich. Allerdings wurde die Organisation am 20. September 1945 durch die Executive Order 9621 von Harry S. Truman aufgelöst. Einige Funktionen des OSS – laut Executiv Order die Deutschland und Österreich betreffenden Forschungs-, Analyse-  und Auswertungsabteilungen – wurden ab 1. Oktober 1945 auf die Strategic Services Unit (SSU) übertragen die 1946 von der Central Intelligence Group (CIG) abgelöst wurde, der Vorläuferorganisation der Central Intelligence Agency (CIA). Das Hauptquartier der SSU verblieb in Wiesbaden.
In den Wirren dieser Umstrukturierungsprozesse konnte Höxter in räumlicher Distanz zum Wiesbadener Hauptquartier in Hochheim am Main in der Villa Graeger seine eigene Residenz etablieren. (Lage) 

Die Villa Graeger
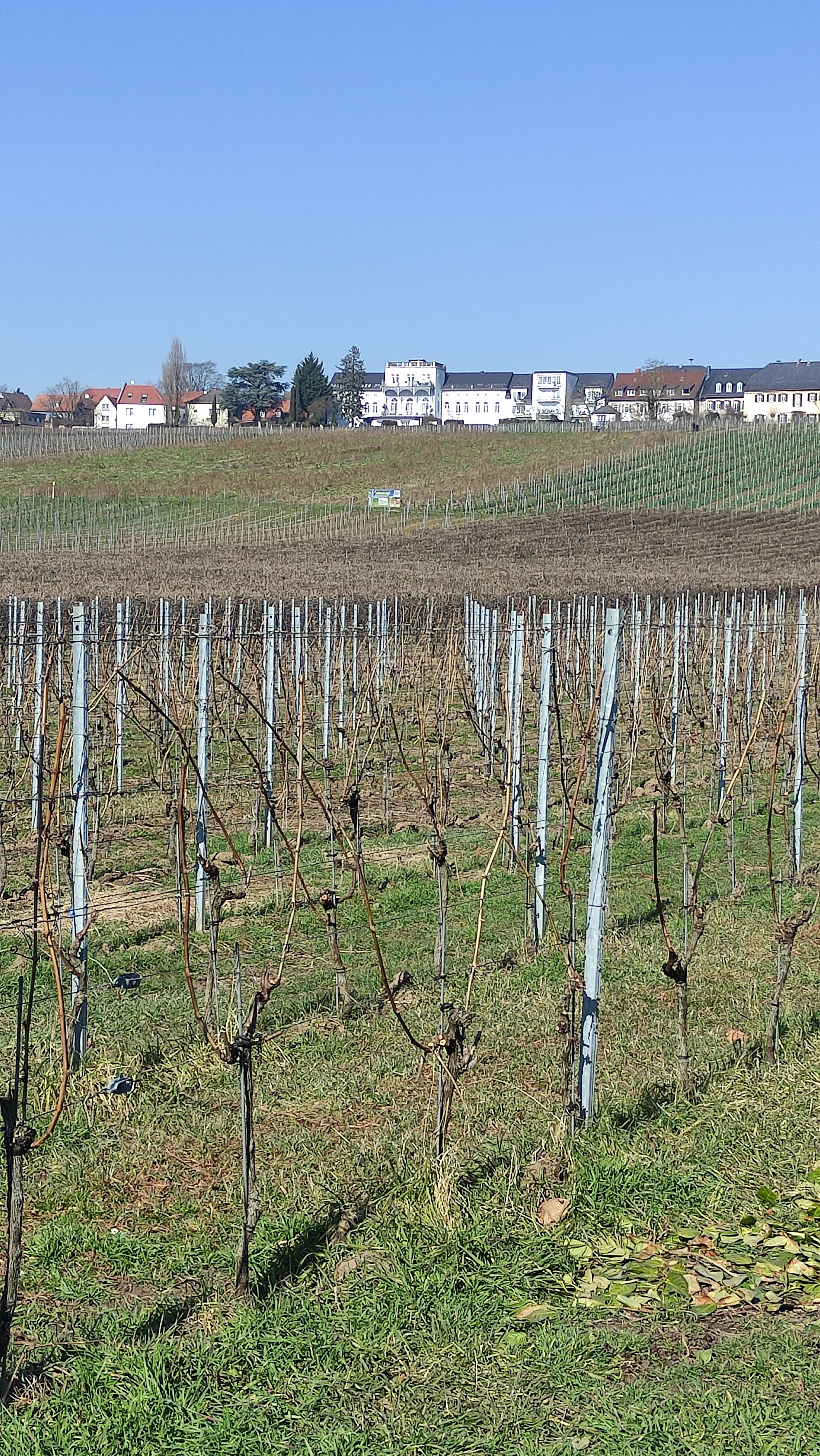
Blick aus Richtung Bahnhof auf die Villa Graeger in Hochheim am Main
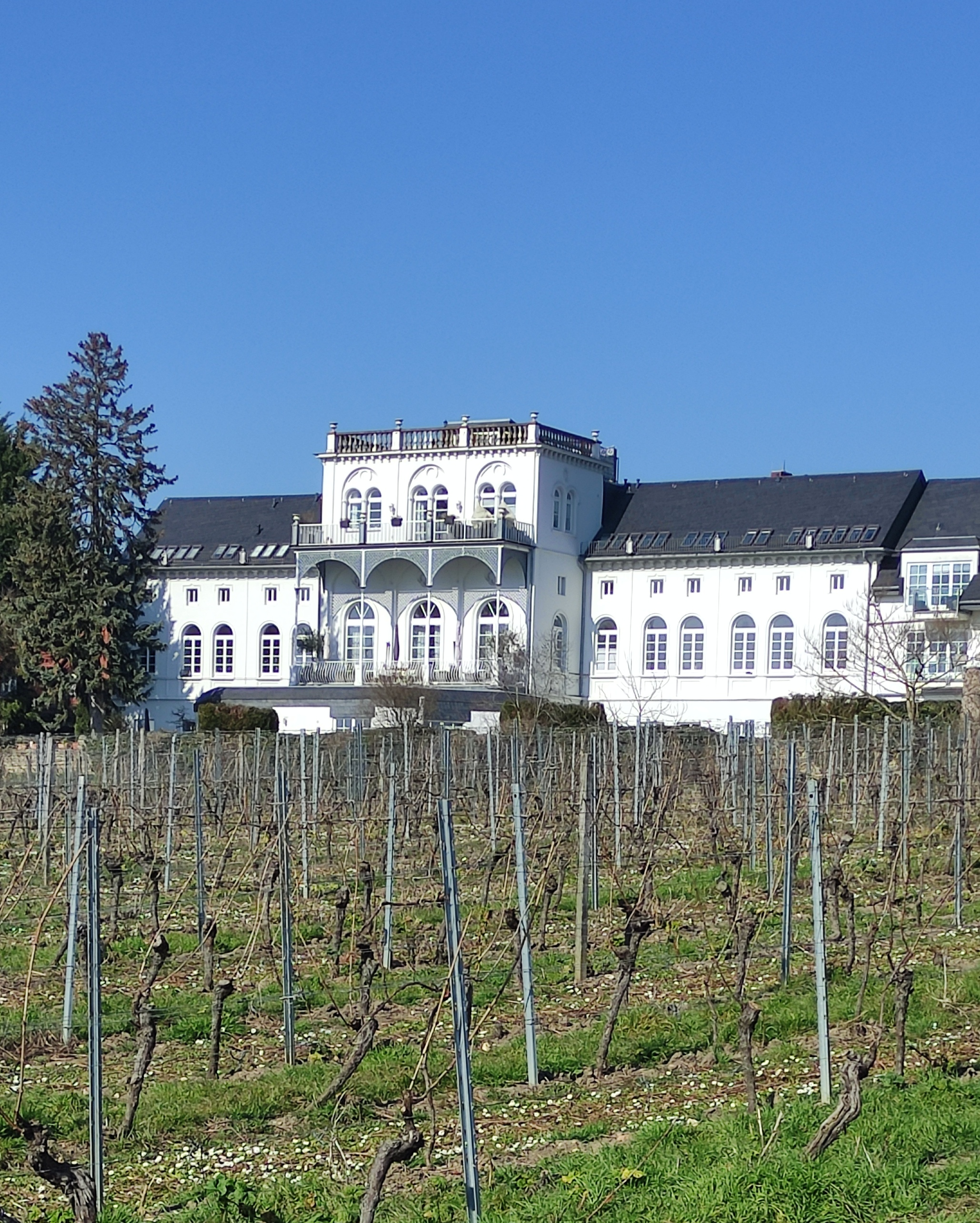
Die Villa Graeger oberhalb des Weinbergs des Weinguts der Stadt Frankfurt am Main
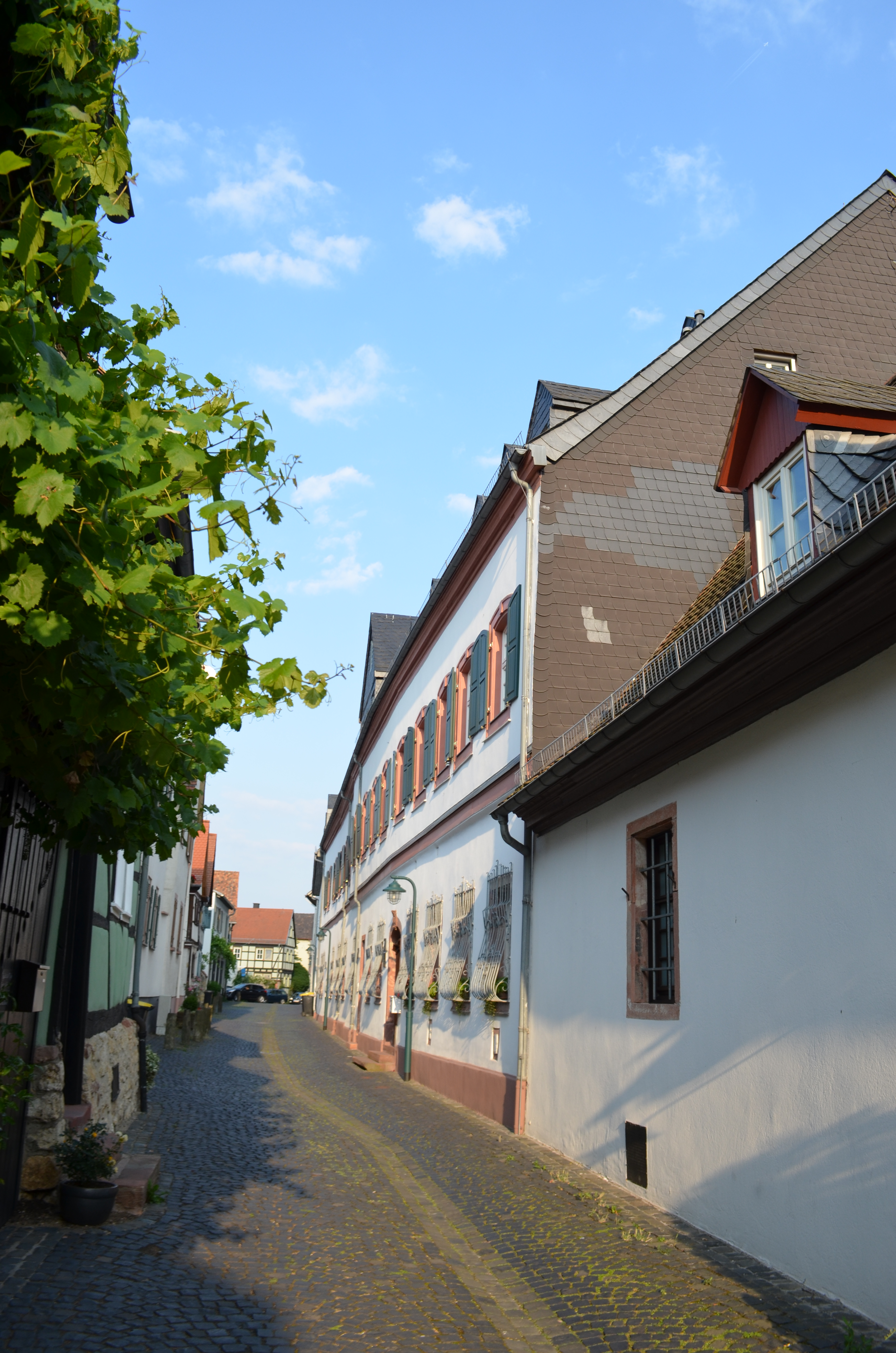
Der innerstädtische Blick auf die Villa Graeger

Das imposante Herrenhaus, das auch schon mal als Schloss bezeichnet wurde, wurde offiziell als politisches Forschungszentrum geführt. Höxter begann von hier aus über nachrichtendienstliche Kanäle der SPD Informationen über die DDR und die UdSSR zu gewinnen und die französischen Aktivitäten in der Französischen Besatzungszone zu beobachten. und sogar in Frankreich selbst zu verfolgen. Offenbar mithilfe von Freunden aus seiner Exilzeit gelang es ihm auch, die einzigen verfügbaren Informationen über sozialistische Aktivitäten in Frankreich zu beschaffen.:S. 7 Über Höxters Arbeitsmethoden heißt es bei Beller:

“He was working hard. At times he did not leave his apartment on the second floor of the "Schloss" for two or three weeks in a row. He held intense political discussions with visitors, many of whom were not agents but unwitting sources, friends and acquaintances who had known him as an SPD leader and who were more than willing to help him in the "political research" which he was now doing for the Americans.”

„Er arbeitete hart. Manchmal verließ er seine Wohnung im zweiten Stock des „Schlosses“ zwei oder drei Wochen hintereinander nicht. Er führte intensive politische Diskussionen mit Besuchern, von denen viele keine Agenten, sondern unwissende Quellen, Freunde und Bekannte waren, die ihn als SPD-Führer kannten und mehr als bereit waren, ihm bei der „politischen Forschung“ zu helfen, die er jetzt für die Amerikaner betrieb.“

Monica Kingreen erwähnt eine Teilnahme Höxters an der Sitzung des provisorischen Landesvorstandes der SDP Hessen und Hessen-Nassau am 21. November 1945 und zitiert sehr ausführlich Margarete Buber-Neumann, die im Januar 1946, vermittelt durch Irving Brown (1911–1989) – einem einflussreichen Vertreter der American Federation of Labor and Congress of Industrial Organizations (AFL-CIO) und des American Institute for Free Labor Development  – erstmals bei Höxter in der Graeger-Villa zu Gast war und dabei und auch später Personen kennenlernte, die in der deutschen Nachkriegsgeschichte und insbesondere in der SPD eine bedeutende Rolle spielten.

„Bei meinen Besuchen in Hochheim lernte ich Professor Hermann Brill kennen, dann Kurt Schumacher, Günther Markscheffel, Arno Behrisch, Zinnkann, Kridemann und eine ganze Menge anderer, deren Namen mir inzwischen entfielen.“

Beller bestätigt das im Wesentlichen und erwähnt als weitere Besucher namentlich noch Erich Ollenhauer und Fritz Heine, der, so Monica Kingreen, Höxter als jemand in Erinnerung hatte, der „der sich reorganisierenden Souialdemokratie regelmäßig Informationen über die jeweilige Sicht bzw. politische Lagebeurteilung durch die US-Militärregierung zugespielt“ habe.:S. 149 Nach Beller habe Höxter sogar formelle Sitzungen des SPD-Parteivorstands in seinem Quartier organisiert, über deren Ergebnisse er dann wiederum seine Auftraggeber informieren konnte.:S. 8 Nach Samuel L. Wahrhaftig war Höxters Hochheimer Residenz gar das geheime Führungszentrum der SPD.
Höxters Kontakte reichten aber auch über das SPD-Milieu hinaus. So gehörte etwa Elisabeth Noelle-Neumann und deren Ehemann Erich Peter Neumann zu den Bekannten aus der Hochheimer Zeit. Über die Noelle-Neumanns führt auch eine Spur zu Carl Zuckmayer. Neumann und Zuckmayer waren ebenfalls OSS-Mitarbeiter.
Obwohl Höxter keine Sympathien für den Kommunismus hegte und er nach Wahrhaftig „anders als die Mehrzahl seiner Mitarbeiter am sogenannten ›Labor Desk‹ des OSS [..] ein entschiedener Gegner der Kommunisten“ war, gab es hierzu in Washington offenbar andere Ansichten. Gordon Matthews Stewart, der spätere Generalinspekteur der CIA, wurde kurz nach Jahresbeginn 1946 aus Washington angewiesen, Siegfried Höxter wegen dessen angeblicher Nähe zum Marxismus aus den Diensten des OSS zu entlassen. Stewart und ein Kollege waren jedoch vom Gegenteil überzeugt und nutzten ihre Kanäle nach Washington.

“Working together we drew up a carefully balanced argument in which we acknowledged the Marxian origins of social democracy while at the same time maintaining that Hochster was solidly anti-communist. Our letter achieved its purpose and it was worth the effort. Hochster was not just another clever refugee; he was a man of parts, an intellectual and a fighter.”

„Gemeinsam erarbeiteten wir ein sorgfältig ausgewogenes Schriftstück, in dem wir die marxistischen Ursprünge der Sozialdemokratie anerkannten, aber gleichzeitig darauf bestanden, dass Hochster ein entschiedener Antikommunist war. Unser Brief erreichte sein Ziel und war die Mühe wert. Hochster war nicht nur ein weiterer cleverer Flüchtling; er war ein Mann mit vielen Facetten, ein Intellektueller und ein Kämpfer.“

Wie hartnäckig Höxter seinen Kampf gegen Kommunisten betrieb, berichtet Beller am Beispiel des damaligen hessischen Innenministers Hans Venedey. Venedey war nach dem Zweiten Weltkrieg als SPD-Mitglied Innenminister geworden. Höxter versuchte jedoch zu beweisen, dass Venedey ein Kommunist war. Seine Bemühungen stießen allerdings auf Ablehnung bei der amerikanischen Militärregierung, die sich bei Höxters Vorgesetzten über ihn beschwerte. „Es scheint offensichtlich, dass H[aller]öxter daraufhin ein Gespräch mit der SPD-Führung führte, denn Venedey wurde wegen parteischädigender Handlungen aus der SPD ausgeschlossen. Er tauchte als Funktionär der Kommunistischen Partei Deutschlands wieder auf.“
Höxter war 1946 zum Oberleutnant befördert worden. Sein Vorschlag, seine durch den Militärdienst erworbene US-Staatsbürgerschaft für einige Zeit zu suspendieren, um als Deutscher noch intensiver die Informationsbeschaffung betreiben zu können, auch mit einer dann möglichen Mitgliedschaft in der SPD, wurde von seinen Vorgesetzten abgelehnt.:S. 9 Gleichwohl bat er darum, den Zivilstatus zu erhalten und wechselte im Juli 1947 als Angestellter zurr CIG.:S. 8
Im März 1949 verlegte Siegfried Höxter im Zuge interner Umstrukturierungen seinen Dienstsitz von Hochheim nach Pforzheim.:S. 9

### Als Agent in Pforzheim und Berlin
Nach Beller pflegte Höxter auch von Pforzheim aus weiterhin enge Kontakte zur SPD. Aufgrund seines wissenschaftlichen Hintergrunds wurde ihm allerdings bald die Leitung eines neuen US-Programms übertragen. Im Wettlauf mit den Sowjets versuchten die US-Amerikaner, deutsche Wissenschaftler für sich zu gewinnen und von einer Kooperation mit den Sowjets abzuhalten. Um das zu erreichen, wurden Zuwendungen an kooperationsbereite Wissenschaftler gewährt, und um hierbei aktiv werden zu können, wechselte Höxter 1951 nach Berlin.:S. 10
Eine erste erfolgreich abgewickelte Operation war es, deutsche Mitarbeiter am sowjetischen Atomprogramm zur Flucht aus der DDR zu bewegen. Höxter brachte das im April 1951 ein Glückwunschtelegramm aus dem Hauptquartier ein.:S. 10 Weitere Belobigungen wurden ihm zu Teil aufgrund seiner Zusammenarbeit mit deutschen und österreichischen Wissenschaftlern, die er in Frankreich kennengelernt hatte (siehe oben) und die er über zwei Jahre hinweg für die gemeinsame Gewinnung wissenschaftlicher und technischer Informationen gewinnen konnte.:S. 10 f Er nahm an wissenschaftlichen Konferenzen teil und hatte immer wieder Möglichkeit, sich mit alten Freunden, Professoren und anderen Intellektuellen auszutauschen. Bekannte Kontaktpersonen aus dieser Zeit waren zum Beispiel Leo Bauer und Erica Glaser-Wallach. Auch zu Gustav Hertz hatte Höxter Kontakt, konnte diesen aber nicht von seiner Übersiedelung in die DDR abhalten.:S. 11
Nach Beller war das Jahr 1955 vermutlich der Höhepunkt in Höxters Geheimdienstkarriere. Er wurde vom CIA-Direktor persönlich beglückwünscht und von diesem zu einem Mittagessen zu seinen Ehren im Washingtoner Hauptquartier eingeladen. Für Höxter „war es ein Moment des wahren Ruhms“.:S. 13 Monica Kingreen erwähnt zudem, dass er von Präsident Truman die höchste Auszeichnung erhalten habe, die in den USA für Nichtangehörige der Armee verliehen werden konnte.:S. 150

## Höxters letzte Lebensjahre
Mitte 1956 besuchte Siegfried Höxter Freunde in Darmstadt. Nachts stürzte er beim Griff nach dem Licht aus dem Bett und brach sich die Hüfte. Aufenthalte in deutschen Krankenhäusern und ein monatelanger Aufenthalt im Armeekrankenhaus in Frankfurt folgten. Offenbar auch psychisch angeschlagen, wurde er im Februar 1957 nach Washington ins Krankenhaus der George Washington University verlegt. Etwa einen Monat später bezog er eine eigene Wohnung in Washington. Am 26. April 1957 erlitt er einen Herzinfarkt und starb.:S. 13
Dass Höxter auf dem Nationalfriedhof von Arlington beerdigt wurde, kann als ein weiteres Zeichen der Anerkennung gewertet werden. Ob seinem Tod etwas „Mysteriöses“ anhaftet, weil Höxter aufgrund seiner psychischen Verfassung zu einem Sicherheitsrisiko geworden sei, wie Kingreen unter Berufung auf eine Vertraute von Höxter andeutet, lässt sich nicht beurteilen.:S. 150